# La società del tempo
La società del tempo (Times Without Number) è un romanzo fantascientifico ucronico del 1969 dello scrittore britannico John Brunner.

## Trama
La vicenda si svolge in una Terra "alternativa" in cui l'Invincibile Armata spagnola ha sconfitto gli inglesi e ora l'Europa è dominata dall'impero spagnolo.
Inoltre è stato scoperto il modo di viaggiare nel tempo, e don Miguel Navarro fa parte della "Società del tempo", una specie di polizia che vigila affinché il passato non sia alterato.
Nelle tre parti in cui è diviso il romanzo, don Miguel, con l'aiuto dell'anziano padre Ramon, gesuita gran conoscitore dei segreti della Società del tempo, risolve i problemi che sono sorti in seguito all'uso inappropriato della macchina del tempo.
Le tre parti:
- Bottino dal passato
- La parola mai scritta
- Il tempo si spezza

## Edizioni
- John Brunner, La società del tempo, traduzione di Vittorio Curtoni e Gianni Montanari, Bigalassia n.30, Piacenza, Casa Editrice La Tribuna, 1972,  p. 168.